# Maria Arnholm
Maria Arnholm (ur. 16 marca 1958 w Göteborgu) – szwedzka polityk i prawniczka, od 2013 do 2014 minister ds. równości płci i wiceminister edukacji.

## Życiorys
Absolwentka prawa na Uniwersytecie w Sztokholmie. Została działaczką Ludowej Partii Liberałów, pełniła różne funkcje w tym ugrupowaniu i jej organizacji młodzieżowej. Od 1983 do 1991 była sekretarzem politycznym lidera tej partii Bengta Westerberga. Następnie do 1994 stała na czele jego gabinetu politycznego w okresie pełnienia przez tegoż funkcji wicepremiera i ministra zdrowia. Później przez kilkanaście lat zajmowała różne stanowiska w przedsiębiorstwach. Od 2004 do 2012 była członkinią rady nadzorczej Sveriges Television. W 2012 została sekretarzem stanu w Ministerstwie Edukacji i Badań Naukowych. 21 stycznia 2013 w rządzie Fredrika Reinfeldta objęła urząd ministra ds. równości płci i wiceministra edukacji.
Zakończyła urzędowanie w 2014; w tym samym roku oraz w 2018 była wybierana na posłankę do Riksdagu. Zrezygnowała z mandatu w 2020, objęła w tymże roku stanowisko gubernatora regionu Kronoberg.